# Hojalata

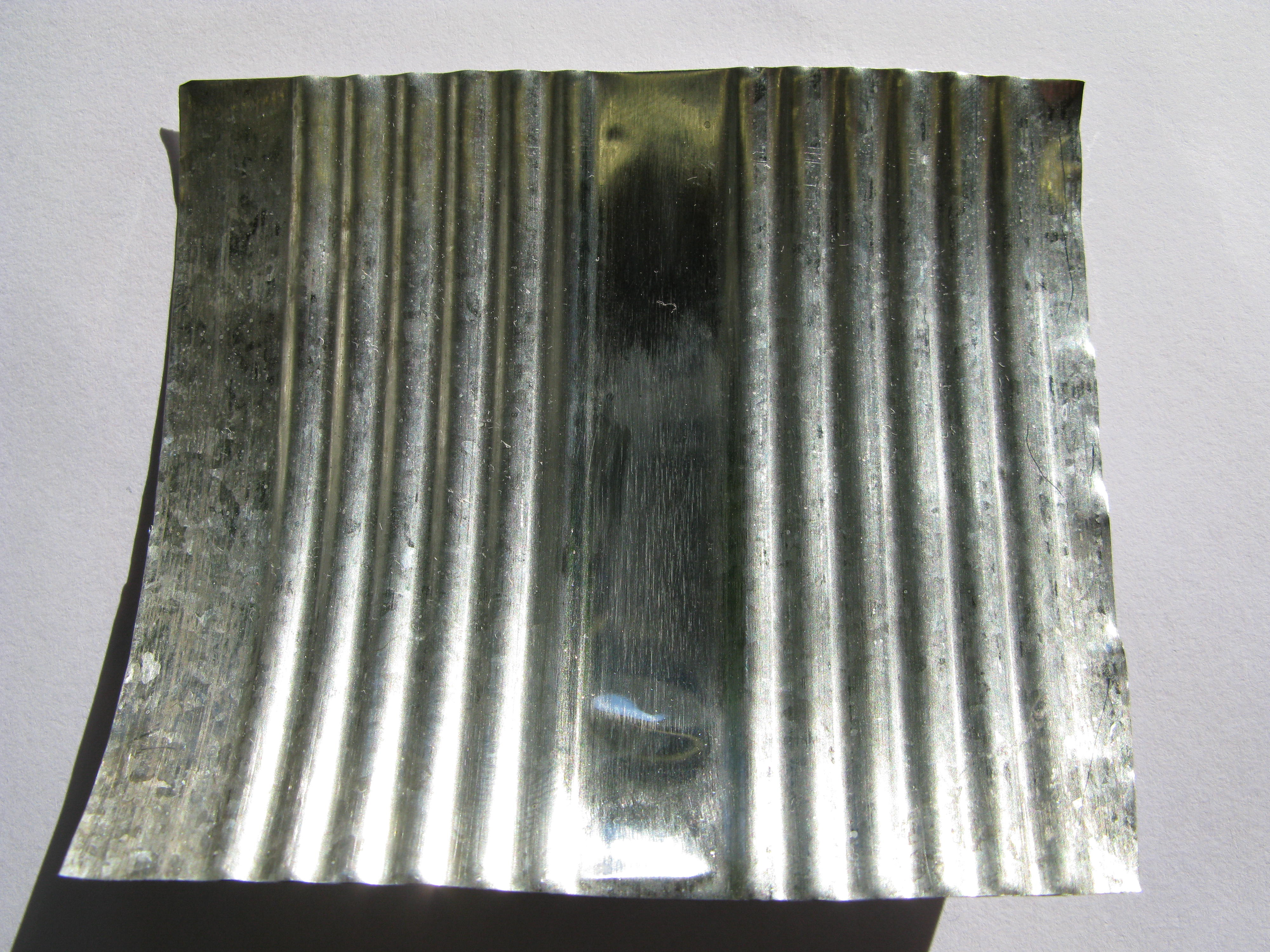
Capa de estaño en el interior de una lata de hojalata.

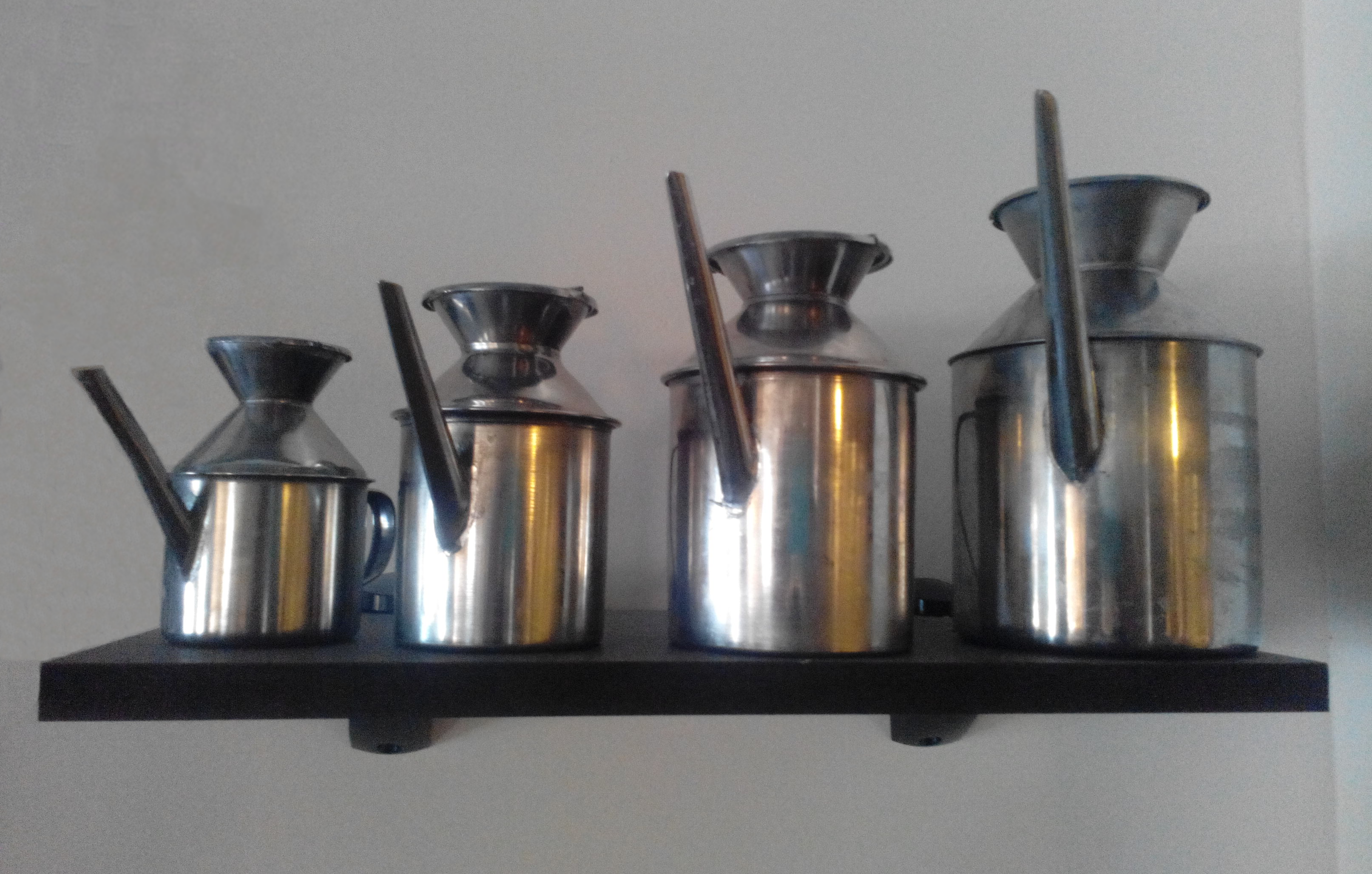
Alcuzas de hojalata.

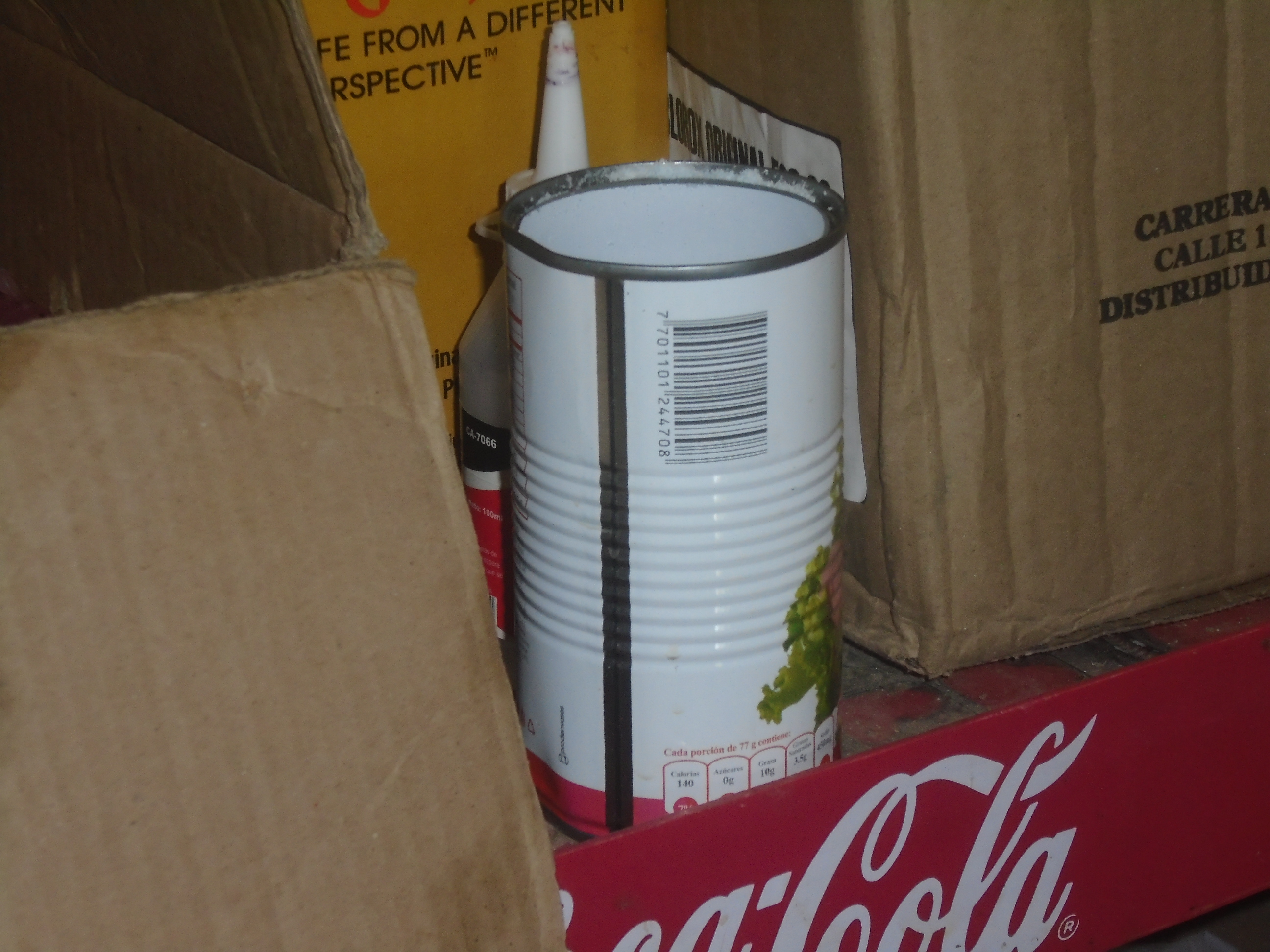
Una lata de conserva

La hojalata es un producto laminado plano, constituido por acero (con un contenido en carbono entre 0,03% y 0,13%), recubierto  por una capa de estaño.

## Composición
La composición de la hojalata es la siguiente (del exterior al interior):
- Película de aceite;
- Película de pasivación;
- Estaño libre;
- Aleación Fe Sn2;
- Acero libre.

## Aplicaciones
Se trata de un material ideal para la fabricación de envases metálicos. Esto se debe a que combina la resistencia mecánica y la capacidad de conformación del acero con la resistencia a la corrosión del estaño. Con este material se fabrican productos de complemento, toda una gama de tapones, tachas, manijas, hondas, tapaderas y botes metálicos para alimentos, producidos sintéticos, aceites y derivados.
Mientras la hojalata fue un elemento habitual para la fabricación de herramientas de cocina, juguetes, menaje, etc. la profesión de hojalatero era habitual.